# Scharlakanssalvia
Scharlakanssalvia (Salvia coccinea Buc'hoz ex Etl.)     är en kransblommig buske.
Inga underarter finns listade i Catalogue of Life.

## Beskrivning
Scharlakanssalvian blir 0,6 … 12 m hög. Kvistarna förgrenar sig mycket. så att busken blir 0,8 m vid. De håriga bladen är naggade i kanten. Bladen varierar mycket i storlek, men de störska kan bli omkring 75 × 50 mm. Även blommorna varierar mycket i storlek. Typisk storlek är ca 3 cm. Blommorna förekommer i en ra olika röda nyanser.

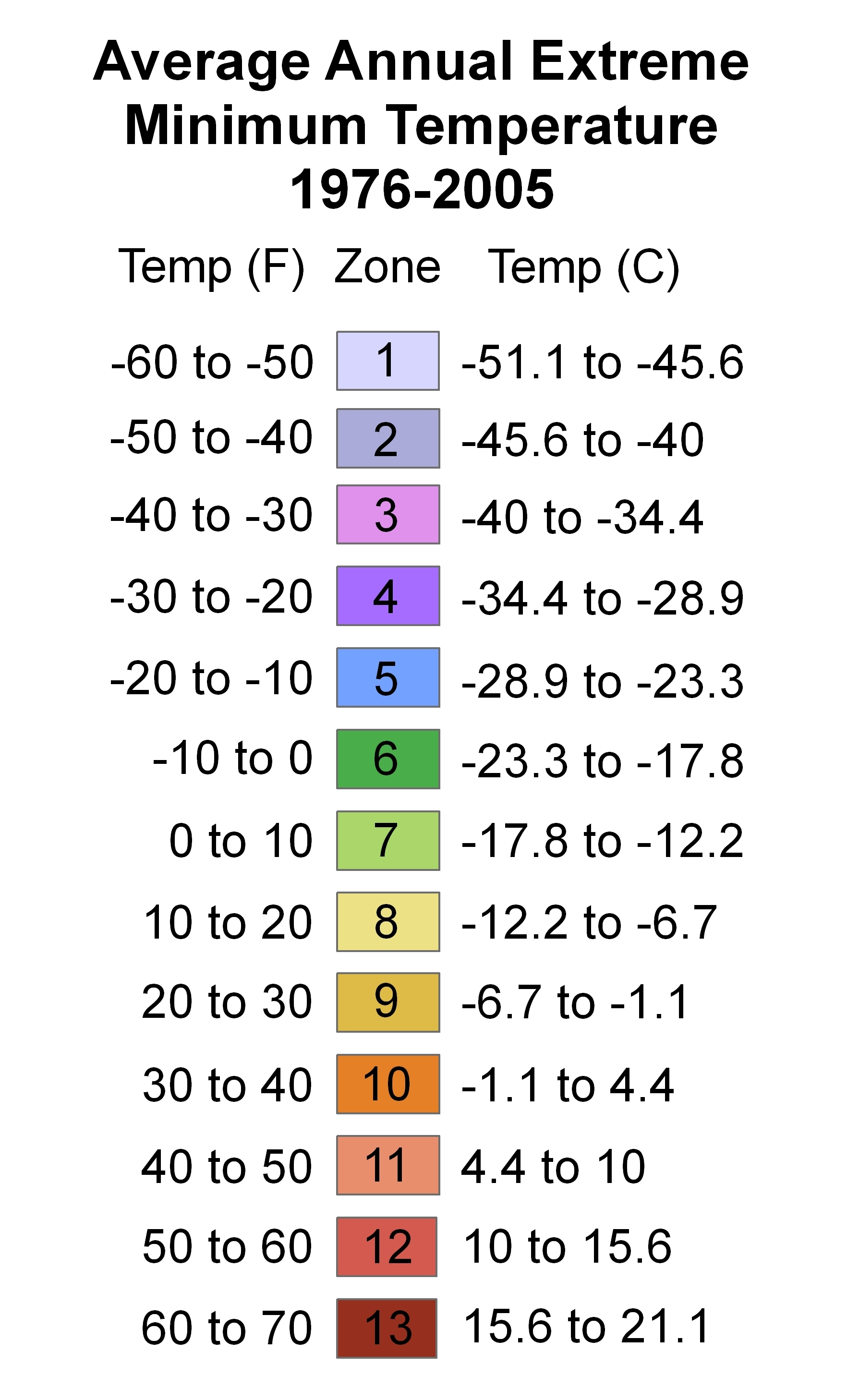
USDA odlingszoner

Pollineringen sker med hjälp av humlor, fjärilar och kolibrier.
Odlade sorter kan förekomma med många olika färger på blommorna: orange-röda, skära, laxrosa, klarröda, vita. T o m tvåfärgade sorter finns.
Härdiga till USDA växtzoner 8 à 10.

### Innehållsämnen
Hela växten:
- β-sitosterol, C29H50O
- Uvaol, C30H50O2
- Salviacoccin, C20H20O6

Blommorna:
- Cyanidin, C15H11O6
- Pelargonidín, C15H11O5

## Habitat
USA, Méxiko Centralamerika, Antillerna, Colombia, Peru och Brasilien.
Efter studium av ploiditeter (kromosomtal) har man kommit fram till att ursprunglandet bör vara Mexiko.
Växten förekommer tillfälligt i Sverige, men reproducerar sig inte där.

## Biotop
Scharlaganssalvia vill ha det soligt, näringsrik och väldränerad mark.

## Etymologi
- Släktnamnet Salvia är avlett av latin salvare, som betyder rädda, frälsa, och syftar på den urgamla användning och goda rykte växten har som medicinalväxt.
- Artepitetet coccinea är latin och betyder scharlakansröd med syftning på de röda blommorna. Den tanken går ju också igen i det svenska namnet scharlakanssalvia

## Bilder

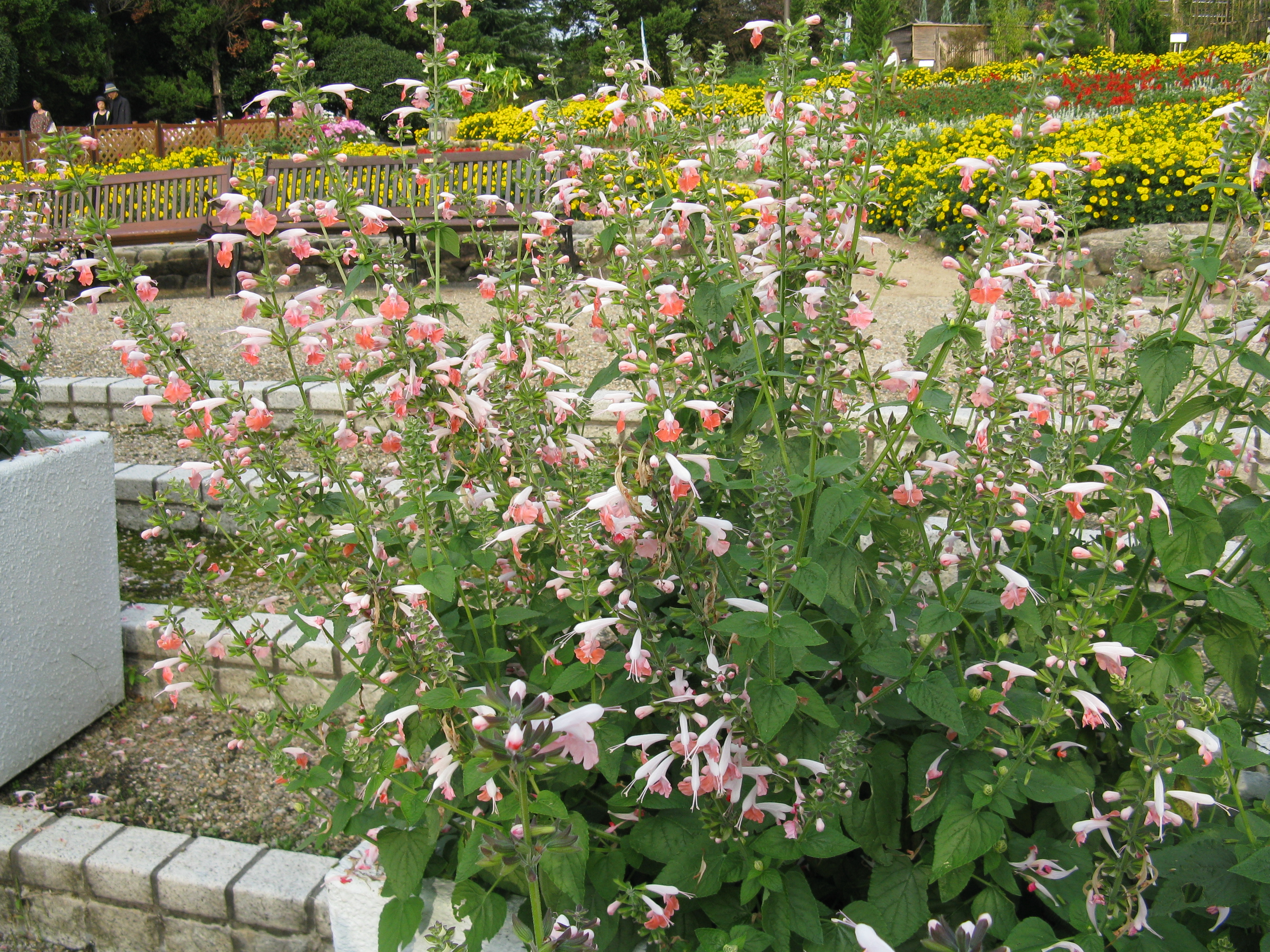
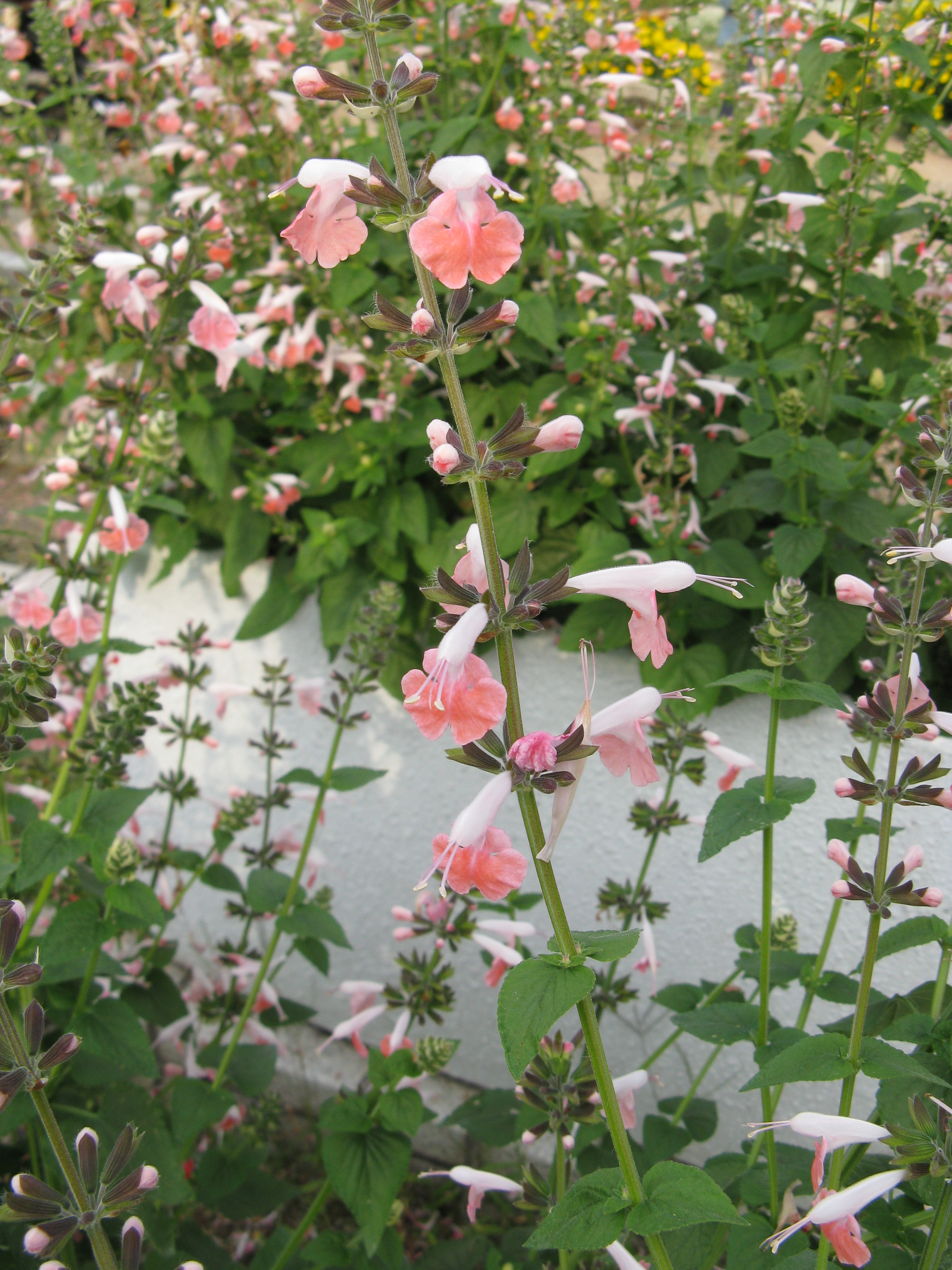
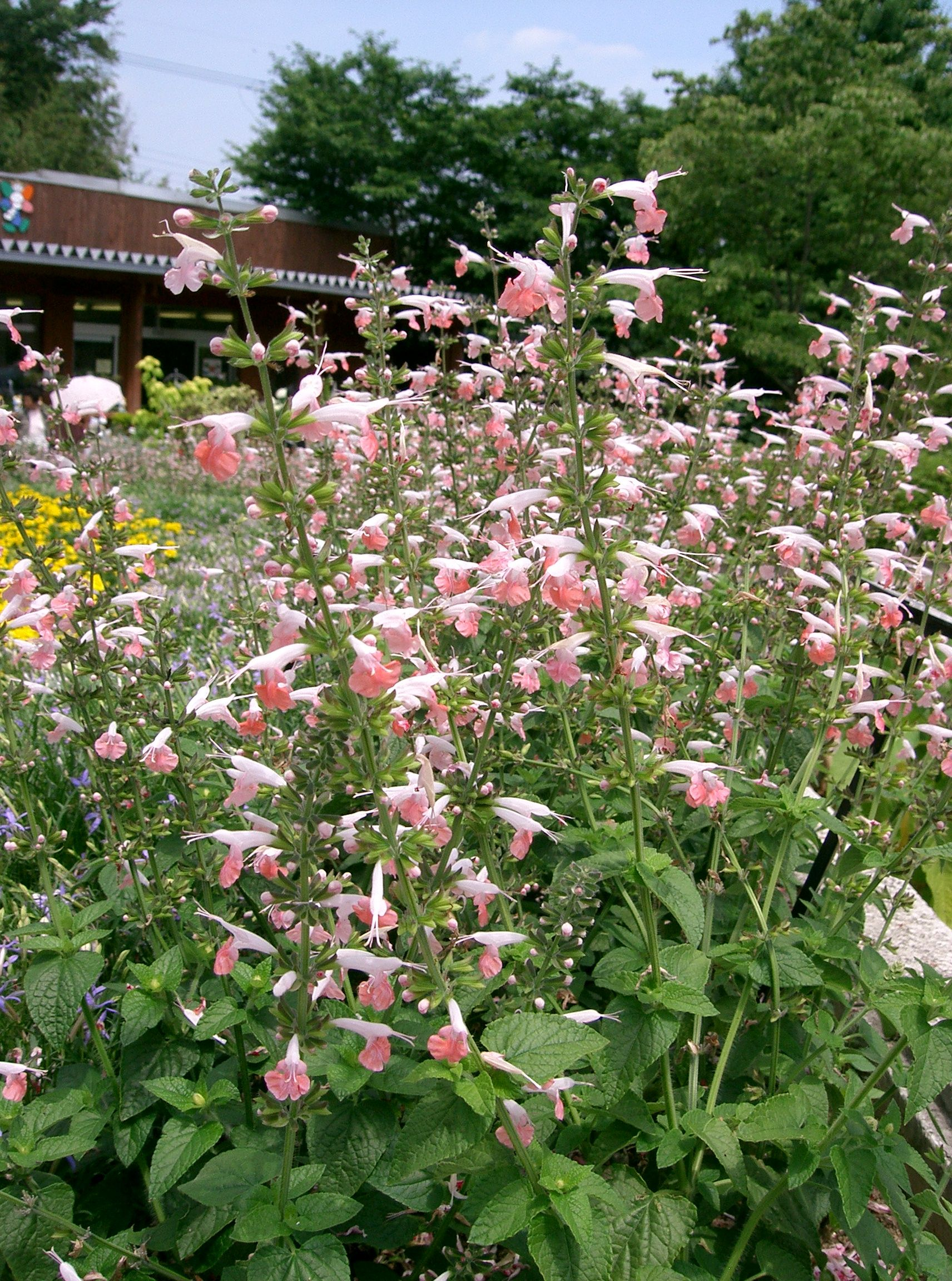
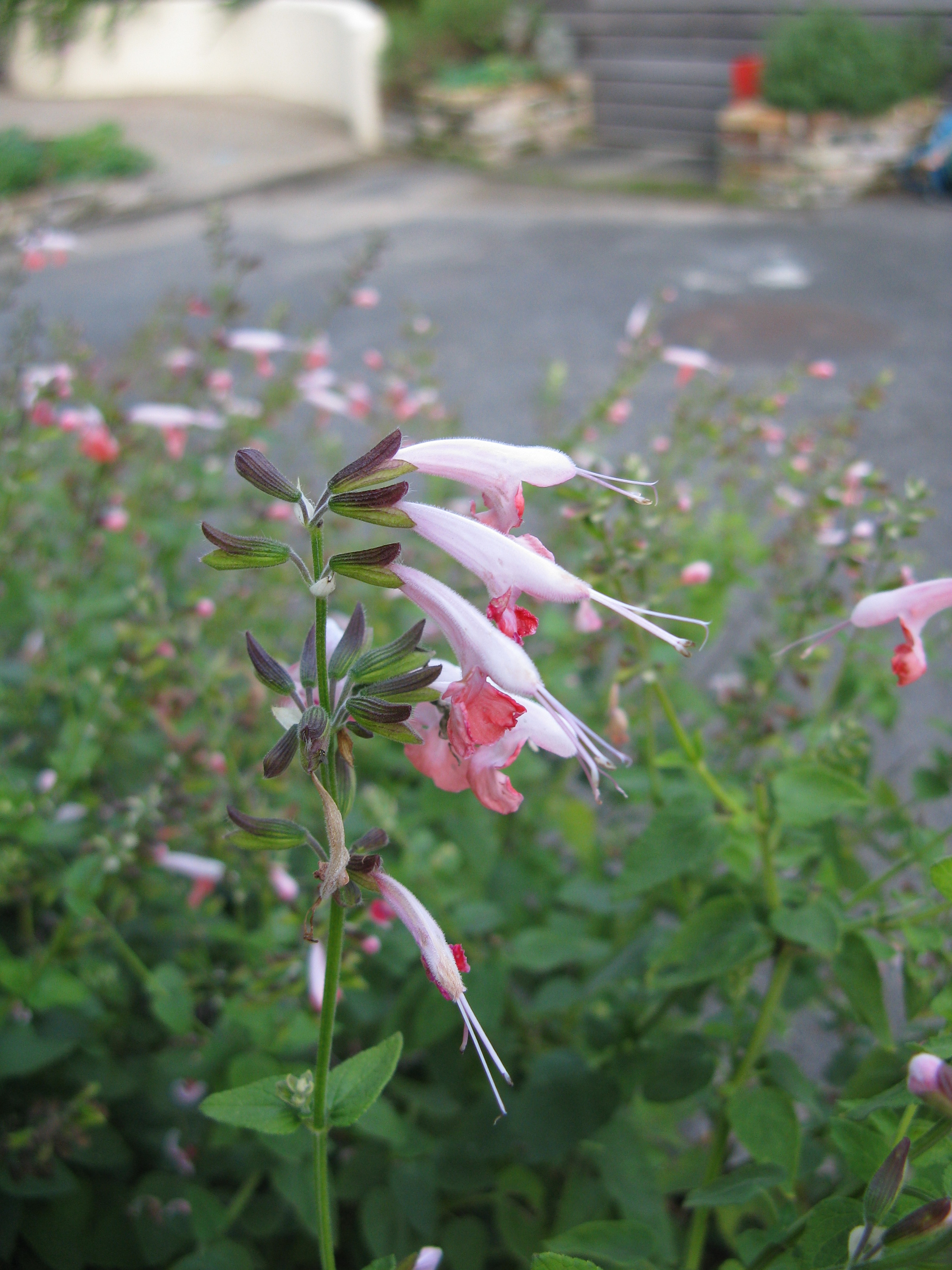
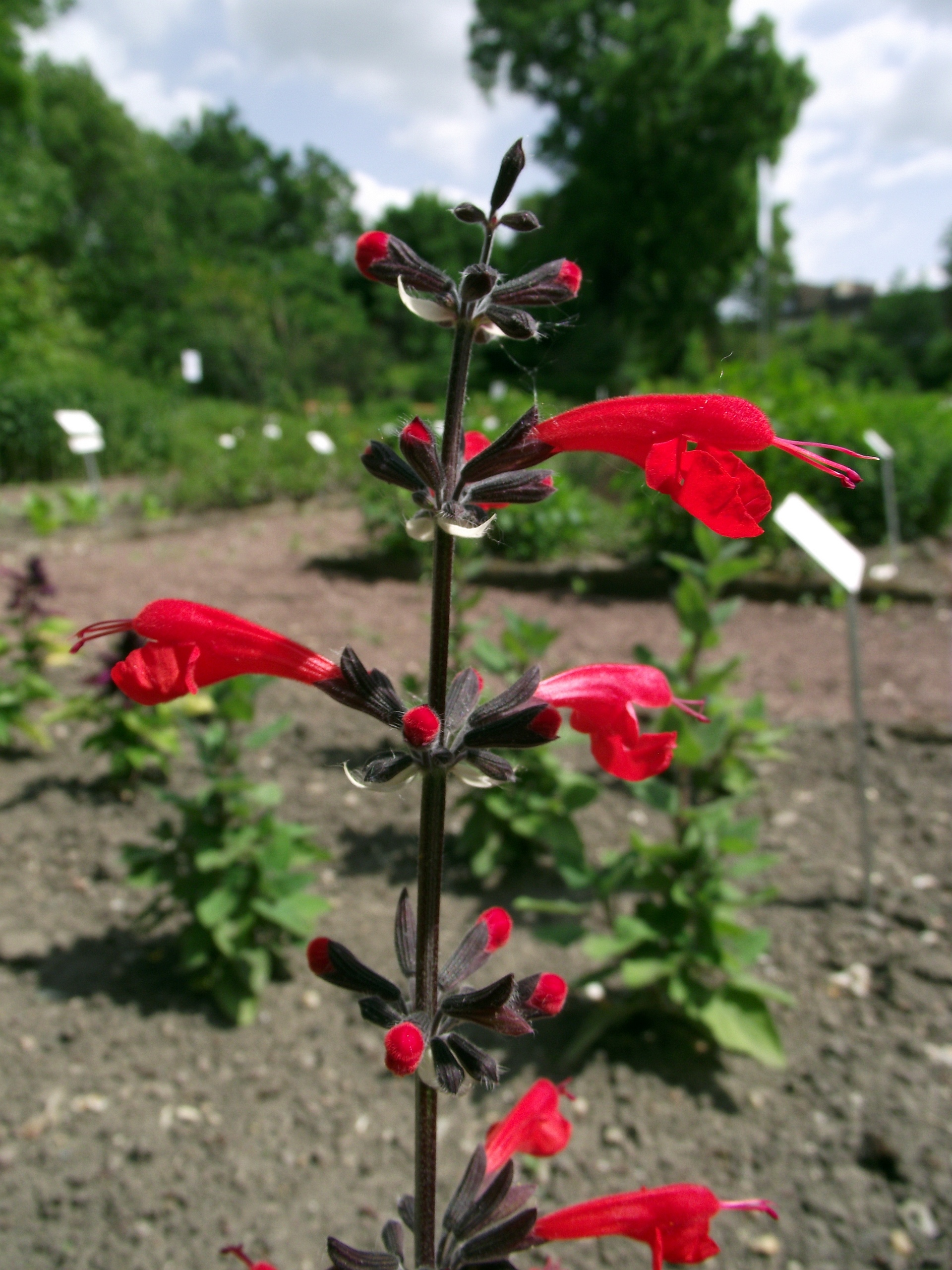
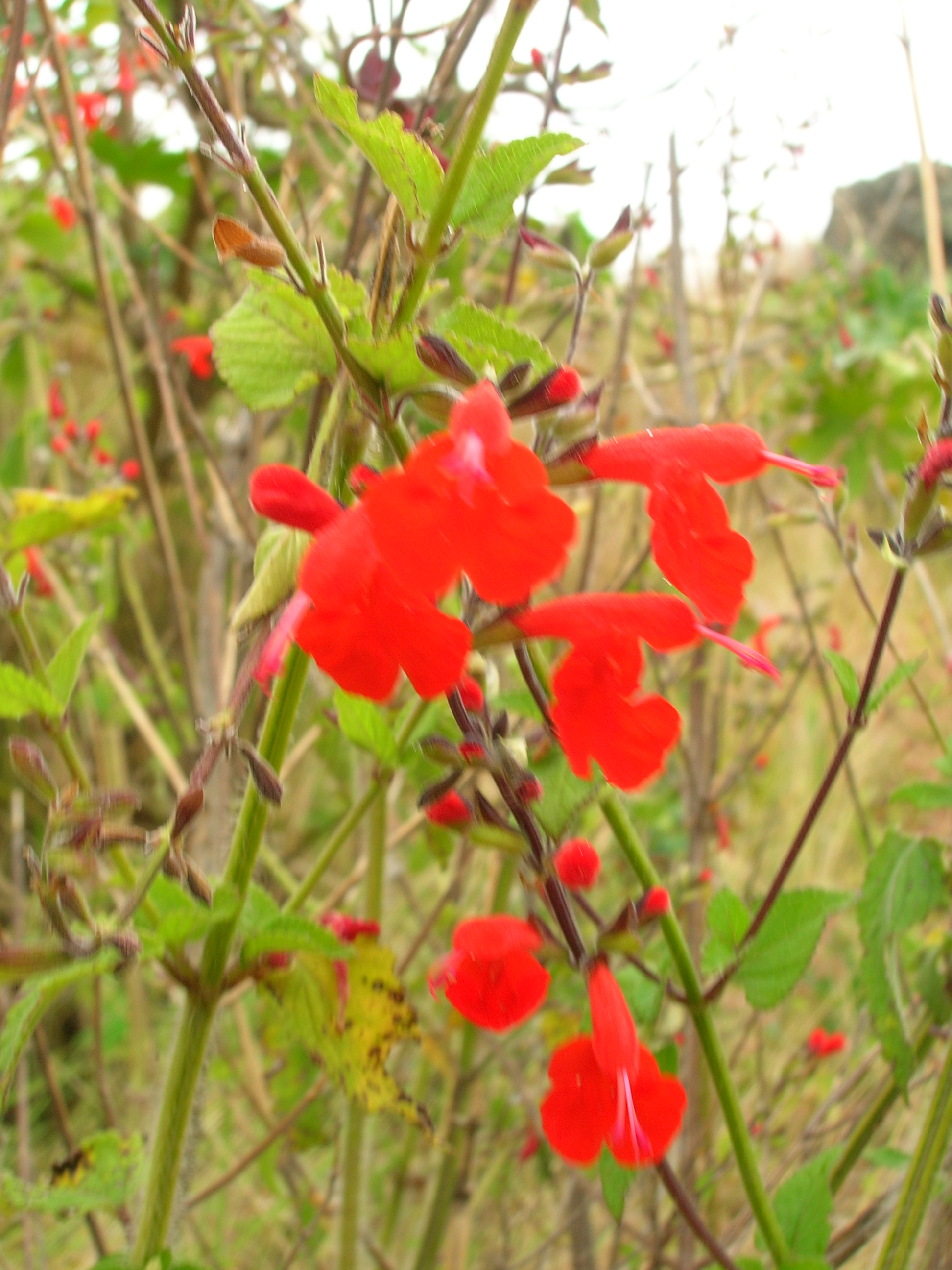
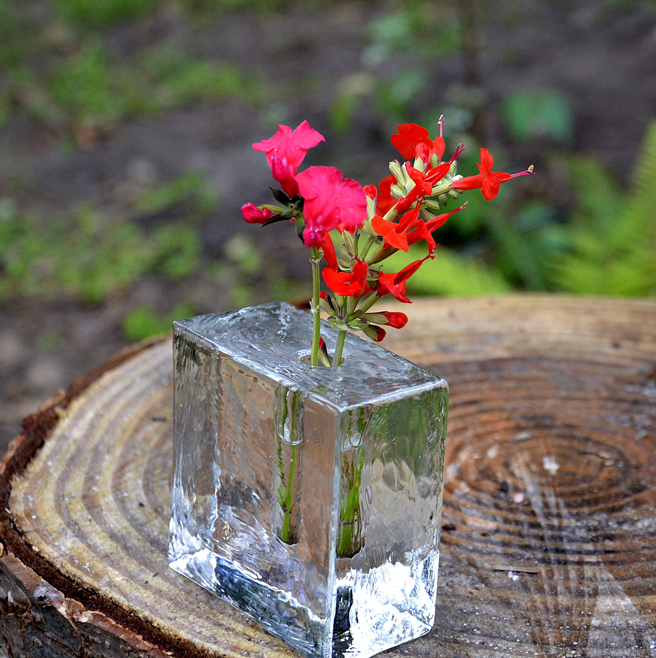
Dam i rött
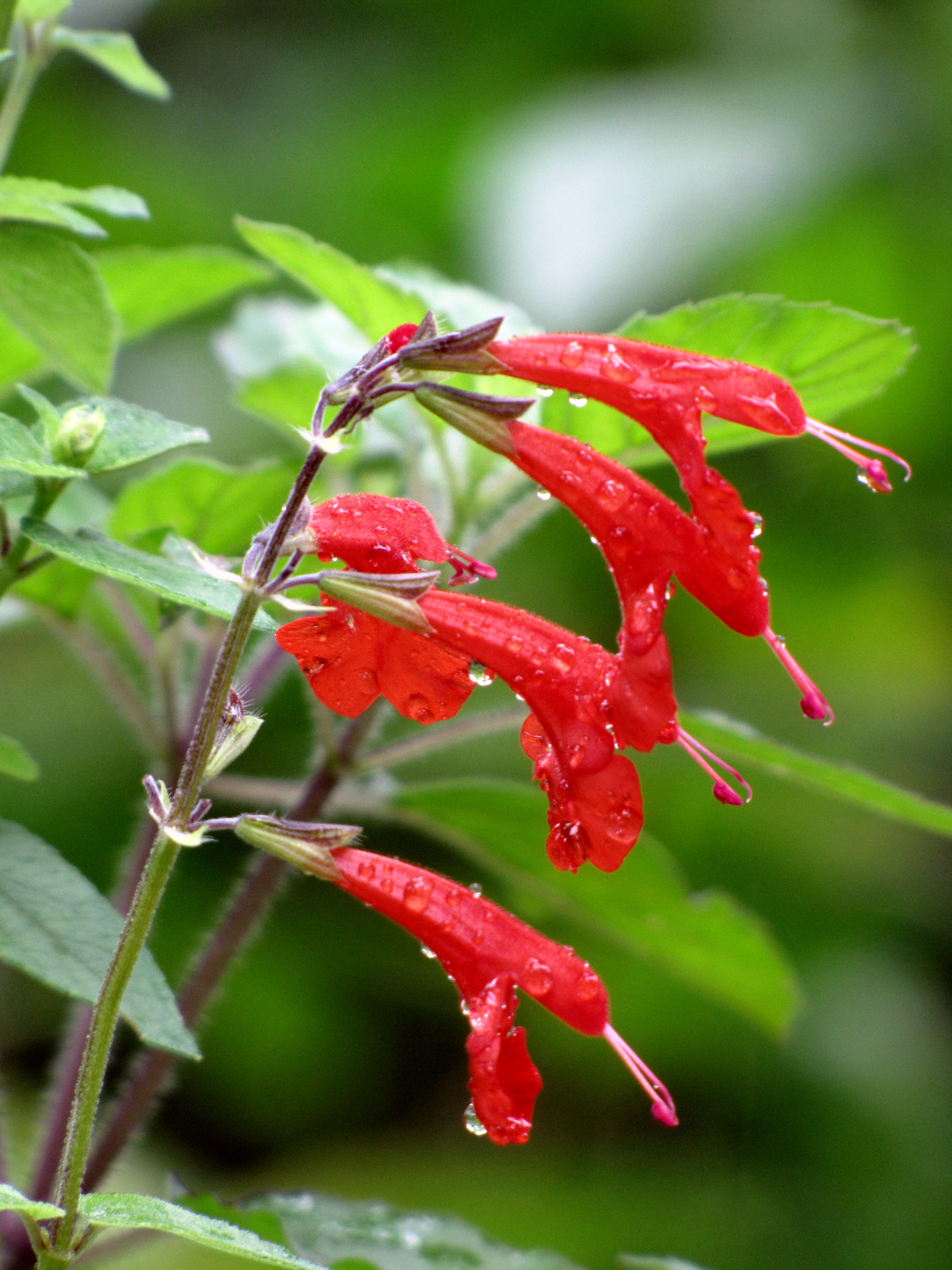
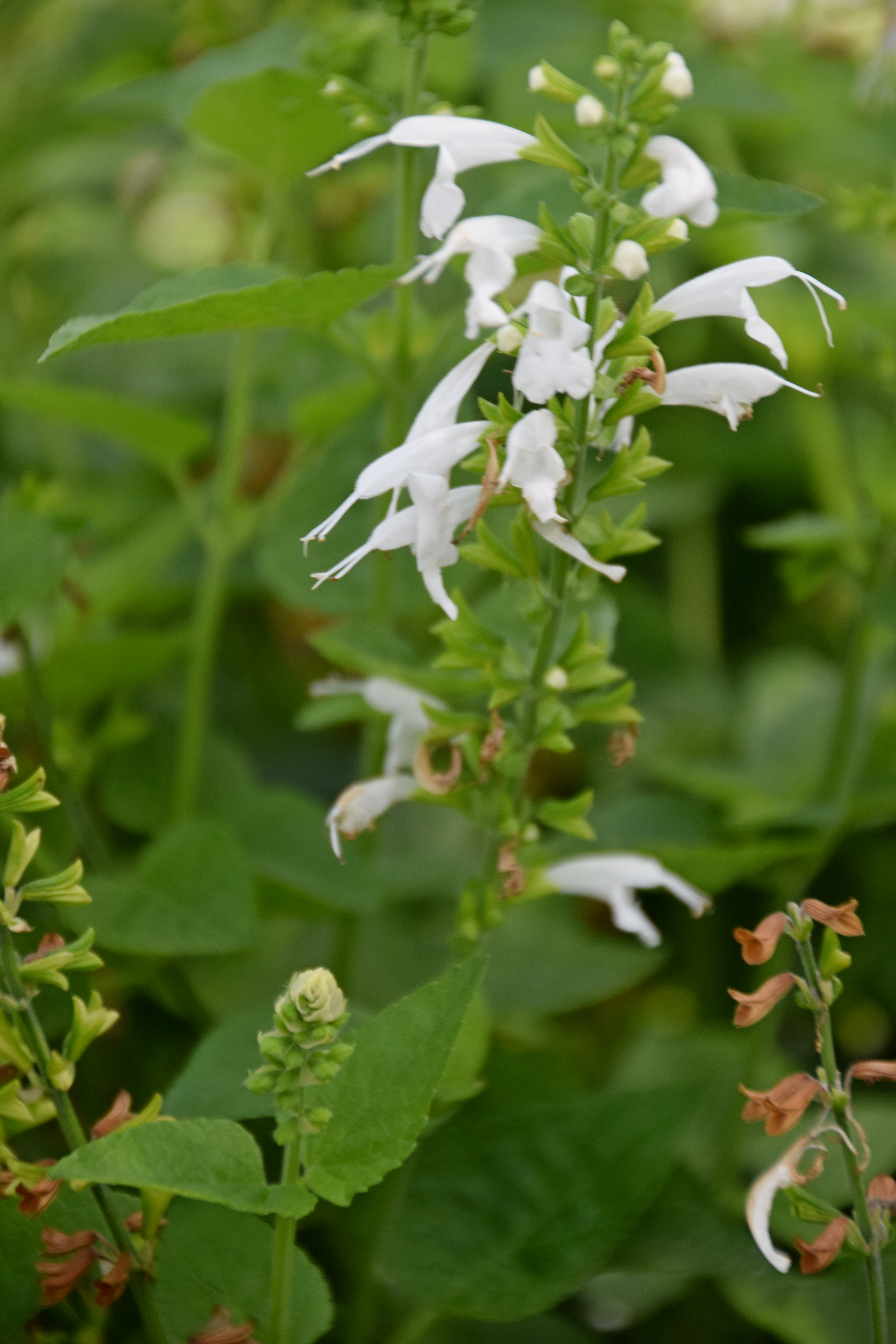
Odlad sort, kallad "Snönymf"